# Мажаров Петро Іванович
Петро́ Іва́нович Мажаров (нар. 26 квітня 1938, місто Новомосковськ, Дніпропетровської області) — український діяч, голова Хмельницької обласної ради.

## Біографія
Народився в родині робітника. У 1945—1952 роках — учень Новомосковської середньої школи № 4 Дніпропетровської області. У 1952 році вступив до комсомолу. У вересні 1952 — вересні 1956 року — учень Дніпропетровського індустріального технікуму, технік-металург з прокатного виробництва.
У вересні 1956 — серпні 1961 року — студент металургійного факультету Донецького політехнічного інституту, інженер-металург.
Трудову діяльність розпочав у 1961 році на заводі «Запоріжсталь» (м. Запоріжжя). У серпні 1961 — серпні 1962 року — бригадир гарячої листовідділки, у серпні 1962 — жовтні 1967 року — майстер, старший майстер зміни заводу «Запоріжсталь».
Член КПРС з червня 1965 року.
У жовтні 1967 — листопаді 1969 року — секретар партійної організації тонколистового цеху, у листопаді 1969 — грудні 1972 року — заступник секретаря партійного комітету КПУ заводу «Запоріжсталь» міста Запоріжжя.
14 грудня 1972 — 23 квітня 1973 року — 2-й секретар Заводського районного комітету КПУ міста Запоріжжя.
23 квітня 1973 — 19 вересня 1975 року — 1-й секретар Заводського районного комітету КПУ міста Запоріжжя.
З вересня 1975 по вересень 1977 року навчався у Вищій партійній школі при ЦК КПРС у Москві.
У жовтні 1977 — жовтні 1980 року — інспектор ЦК КПУ.
17 жовтня 1980 — березень 1990 року — секретар Хмельницького обласного комітету КПУ.
У квітні 1990 — квітні 1992 року — заступник голови Хмельницької обласної ради народних депутатів.
10 квітня 1992 — червень 1994 року — голова Хмельницької обласної ради народних депутатів.
У 1994—1998 роках — 1-й секретар Посольства України в Республіці Білорусь. Займався комерційною діяльністю.
Потім — на пенсії у місті Хмельницькому.

## Нагороди і відзнаки
- орден «Знак Пошани» (1971)
- державний службовець 1-го рангу (.04.1994)[1]
- медалі